# Boarmia nigrofasciata
Boarmia nigrofasciata là một loài bướm đêm trong họ Geometridae.